# Oda von Meinersen
Oda von Meinersen (* vor 1228; † vermutlich um 1260) war von 1248 bis 1260 Äbtissin des freien weltlichen Stiftes von Gernrode und Frose, sie war die Nachfolgerin der Äbtissin Irmingard I.

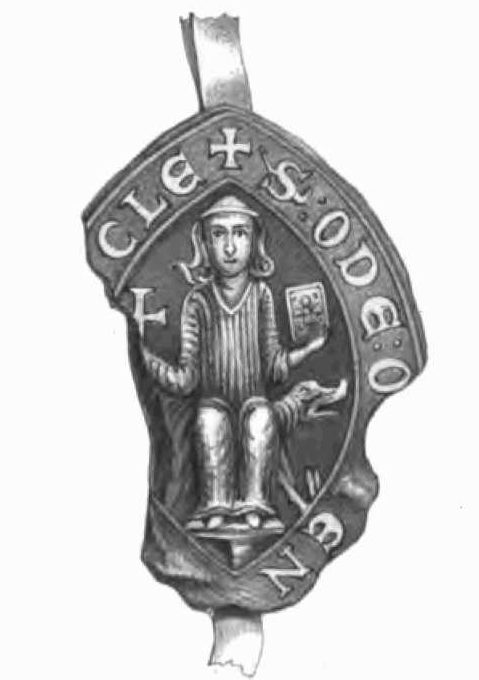
Siegel der Äbtissin Oda von Meinersen

## Leben
Äbtissin Oda stammt aus dem niedersächsischen Geschlecht der Edlen von Meinersen, dies ist aus einer ihrer Urkunden zu schließen, welche sie gemeinsam mit ihrem Bruder Burchard, dem Vizedominus des Bischofs von Halberstadt besiegelte. Der Vizedominus wurde urkundlich von 1227 bis 1269 erwähnt.
Sie selbst wird in Urkunden der Jahre 1248 und 1249 erwähnt. Sie hatte das Amt anscheinend schon vor dem 30. Juni 1248 inne, denn sie wurde in einer Urkunde des Erzbischofes Wilbrand von Magdeburg, welche die Entrichtung des Zinses an die Apostolische Kammer bestätigte genannt.
In der Urkunde des Jahres 1249 ging es um die Beilegung von Streitigkeiten zwischen dem Konvent und der Äbtissin wegen des Verkaufs von zwei goldenen Tafeln. Diese wurden dem Konvent durch den Fürsten Heinrich I. von Anhalt übergeben. Die Urkunde wurde von drei Stiftsdamen bezeugt, unter anderem auch von der Pröpstin Gertrud I. von Anhalt, welche wohl ab 1260 ihre Nachfolgerin wurde.